# European Social Survey
Der European Social Survey (ESS) ist eine sozialwissenschaftliche Studie, die seit 2002 Meinungen zu sozialen und politischen Themen aus über 30 europäischen Ländern erfragt. Unter Beteiligung der deutschen Studie hat sich der ESS als einer der international renommiertesten Vergleichsstudien etabliert.
Auch aufgrund seiner hohen methodischen Standards ist der ESS in Forschung und Lehre die meist genutzte Studie für vergleichende Analysen in Europa. Neben dem Eurobarometer der Europäischen Kommission und der European Values Study handelt es sich dabei um das bislang größte europäische sozialwissenschaftliche Umfrageprojekt.

## Zielsetzung
Ziel des European Social Survey ist es, sozialwissenschaftliche Daten allen interessierten Nutzer transparent, qualitativ hochwertig und kostenlos zur Verfügung zu stellen, damit Studenten oder Wissenschaftler keine eigenen finanziellen Ressourcen verwenden müssen. Auf diese Weise soll die Sichtbarkeit und der Zugang zu wissenschaftlichen Daten über den sozialen Wandel für die Politik, die Wissenschaft und die Öffentlichkeit verbessert werden.
Während sich methodisch an höchsten wissenschaftlichen Standards orientiert wird, will das gesamteuropäische, sozialwissenschaftliche Infrastrukturprojekt inhaltlich durch eine gesamtgesellschaftliche Dauerbeobachtung die Stabilität und den Wandel der gesellschaftlichen Struktur sowie der Lebensumstände und Einstellungen der Menschen in Europa dokumentieren.

## Organisation
Europaweit wird der ESS durch eine internationale Koordinationsgruppe gelenkt, deren Leitung seit 2011 Rory Fitzgerald vom Centre for Comparative Social Surveys der City University London übernimmt. Sechs weitere Mitglieder werden von Partnerinstitutionen aus verschiedenen Ländern Europas gestellt. Ergänzt wird das Internationale Koordinationsteam durch die Teams in den einzelnen, an der Studie teilnehmenden Ländern, die den ESS im eigenen Land umsetzen.
Im November 2013 wurde vor dem Hintergrund der besonderen Bedeutung und Qualität der Studie von EU-Mitgliedsländern das European Research Infrastructure Consortium (ERIC) gegründet, durch welches sich Mitgliedsländer rechtlich an die Finanzierung zweier weiterer Wellen der Umfrage banden. Durch diese Maßnahme sollten die langfristigen Aussichten hinsichtlich der wissenschaftlichen Zusammenarbeit in der Studie verbessert und die Finanzierung des Projektes durch die Übernahme der zentralen Koordinationskosten durch Beiträge der Mitgliedsstaaten gesichert werden. Vor der Institutionalisierung des ESS ERIC wurden diese Kosten rundenbasiert durch Rahmenförderprogramme der Europäischen Union oder der European Science Foundation übernommen. Nationale Koordinierungs- und Feldarbeitskosten werden von den teilnehmenden Ländern selbst getragen. In Deutschland wurden die ersten sieben Wellen der Umfrage im Rahmen der DFG-Langzeitfinanzierung ausgeführt. Die Förderung der achten Welle des ESS wird vom Bundesministerium für Bildung und Forschung (BMBF) übernommen.
Das deutsche Teilprojekt unter dem Namen „Deutschland in Europa“ wurde bis Ende 2012 vom Mannheimer Politikwissenschaftler Jan van Deth koordiniert. Zwischen 2013 und 2017 war der Soziologe Stefan Liebig der Universität Bielefeld Koordinator des deutschen Projektteils. Seit 2017 wird der ESS in Deutschland von GESIS – Leibniz-Institut für Sozialwissenschaften in Mannheim koordiniert.

## Durchführung

### Forschungsdesign
Die Umfrage wird in Deutschland alle zwei Jahre in Form von computergestützten, persönlichen Face-to-face-Interviews (CAPI) durchgeführt. Der englische Quellfragebogen wird dazu in die deutsche Sprache übersetzt und in einigen Bereichen länderspezifisch angeglichen.
Die Stichprobe der deutschen Teilstudie des ESS ist repräsentativ für Personen, die älter als 15 Jahre sind und innerhalb von Deutschland in einem Privathaushalt leben. Dabei ist es irrelevant, welche Nationalität und Staatsbürgerschaft sie haben, oder welche Sprache(n) sie sprechen. Netto enthält die durch strikte Zufallsverfahren ausgewählte Stichprobe nach Abzug von Designeffekten mindestens 1500 Interviews. Besonders wichtig durch die Internationalität der Studie ist die Vergleichbarkeit der Daten aus den über zwanzig Teilnehmerländern. Aus diesem Grund stellt der ESS hohe und strenge methodische Anforderungen an die Datenerhebung. Zusätzlich sind alle teilnehmenden Länder an die Einhaltung der Standards in anderen Bereichen, wie beispielsweise im Stichprobendesign, der Fragebogenübersetzung, der Erhebung soziodemographischer Merkmale oder der Interviewführung gebunden. Um außerdem die Transparenz zu gewährleisten, die der ESS verspricht, werden alle Schritte der Erhebung zentral dokumentiert und frei verfügbar bereitgestellt.
Durchgeführt wurde die Befragungen für das deutsche Teilprojekt des ESS in den Wellen eins bis vier und sechs bis zehn vom Institut für angewandte Sozialwissenschaft (infas) in Bonn. Die fünfte Welle wurde von TNS Infratest Sozialforschung aus München durchgeführt. In der elften Welle wird der ESS im Jahr 2023 von Kantar Public, der Nachfolgeorganisation von TNS Infratest Sozialforschung (bis 2022 zugehörig zur Kantar Group), erhoben.

### Teilnehmende Länder
Insgesamt 36 Länder haben über die ersten sieben Wellen (2002–2014) am ESS teilgenommen, auch wenn die Zusammensetzung der Länder über die einzelnen ESS Wellen hinweg nicht konstant blieb. Dennoch haben 16 der 36 Länder an allen ESS Wellen und immerhin 27 der 36 Länder an mindestens vier ESS Wellen teilgenommen. Auch wenn ein deutlicher Fokus der Studie auf Europa liegt, werden auch Länder wie beispielsweise Israel, die Russische Föderation oder die Türkei miteinbezogen. Die folgende Tabelle listet die teilnehmenden Länder mit der Häufigkeit ihrer Teilnahme auf.
|                        | Welle 1 2002 | Welle 2 2004 | Welle 3 2006 | Welle 4 2008 | Welle 5 2010 | Welle 6 2012 | Welle 7 2014 | Welle 8 2016 | Welle 9 2018 | Welle 10 2020 | Welle 11 2022/23 | Teilnahmen |
| ---------------------- | ------------ | ------------ | ------------ | ------------ | ------------ | ------------ | ------------ | ------------ | ------------ | ------------- | ---------------- | ---------- |
| Albanien               |              |              |              |              |              | x            |              |              | x            |               |                  | 02         |
| Österreich             | x            | x            | x            | x            | x            |              | x            | x            | x            | x             | x                | 10         |
| Belgien                | x            | x            | x            | x            | x            | x            | x            | x            | x            | x             | x                | 11         |
| Bulgarien              |              |              | x            | x            | x            | x            |              |              | x            | x             | x                | 07         |
| Kroatien               |              |              |              | x            | x            |              |              |              | x            | x             | x                | 05         |
| Zypern                 |              |              | x            | x            | x            | x            |              |              | x            | x             | x                | 07         |
| Tschechische Republik  | x            | x            |              | x            | x            | x            | x            | x            | x            | x             | (x)              | 10         |
| Dänemark               | x            | x            | x            | x            | x            | x            | x            |              | x            |               |                  | 08         |
| Estland                |              | x            | x            | x            | x            | x            | x            | x            | x            | x             | x                | 10         |
| Finnland               | x            | x            | x            | x            | x            | x            | x            | x            | x            | x             | x                | 11         |
| Frankreich             | x            | x            | x            | x            | x            | x            | x            | x            | x            | x             | x                | 11         |
| Deutschland            | x            | x            | x            | x            | x            | x            | x            | x            | x            | x             | x                | 11         |
| Griechenland           | x            | x            |              | x            | x            |              |              |              |              | x             | x                | 06         |
| Ungarn                 | x            | x            | x            | x            | x            | x            | x            | x            | x            | x             | x                | 11         |
| Island                 |              | x            |              |              |              | x            |              | x            | x            | x             | x                | 06         |
| Irland                 | x            | x            | x            | x            | x            | x            | x            | x            | x            | x             | x                | 11         |
| Israel                 | x            |              |              | x            | x            | x            | x            | x            |              | x             | x                | 08         |
| Italien                | x            | x            |              |              |              | x            |              | x            | x            | x             | x                | 07         |
| Kosovo                 |              |              |              |              |              | x            |              |              |              |               |                  | 01         |
| Lettland               |              |              | x            | x            |              |              | x            |              | x            | x             | x                | 05         |
| Litauen                |              |              |              | x            | x            | x            | x            | x            | x            | x             | x                | 08         |
| Luxemburg              | x            | x            |              |              |              |              |              |              |              |               |                  | 02         |
| Montenegro             |              |              |              |              |              |              |              |              | x            | x             | x                | 03         |
| Niederlande            | x            | x            | x            | x            | x            | x            | x            | x            | x            | x             | x                | 11         |
| Nordmazedonien         |              |              |              |              |              |              |              |              |              | x             |                  | 01         |
| Norwegen               | x            | x            | x            | x            | x            | x            | x            | x            | x            | x             | x                | 11         |
| Polen                  | x            | x            | x            | x            | x            | x            | x            | x            | x            | x             | x                | 11         |
| Portugal               | x            | x            | x            | x            | x            | x            | x            | x            | x            | x             | x                | 11         |
| Rumänien               |              |              | x            | x            |              |              |              |              | x            |               |                  | 03         |
| Russische Föderation   |              |              | x            | x            | x            | x            |              | x            |              |               |                  | 05         |
| Serbien                |              |              |              |              |              |              |              |              | x            | x             | x                | 03         |
| Slowakei               |              | x            | x            | x            | x            | x            |              |              | x            | x             | x                | 08         |
| Slowenien              | x            | x            | x            | x            | x            | x            | x            | x            | x            | x             | x                | 11         |
| Spanien                | x            | x            | x            | x            | x            | x            | x            |              | x            | x             | x                | 11         |
| Schweden               | x            | x            | x            | x            | x            | x            | x            | x            | x            | x             | x                | 11         |
| Schweiz                | x            | x            | x            | x            | x            | x            | x            | x            | x            | x             | x                | 11         |
| Türkei                 |              | x            |              | x            |              |              |              |              |              |               |                  | 02         |
| Ukraine                |              | x            | x            | x            | x            | x            |              |              |              |               | x                | 06         |
| Vereinigtes Königreich | x            | x            | x            | x            | x            | x            | x            | x            | x            | x             | x                | 11         |

## Themen
Der ESS-Hauptfragebogen besteht aus den Kernmodulen, die beinahe unverändert in jeder Welle abgefragt werden und den Wechselmodulen, die spezifischere Themen abdecken wellenspezifisch neu vergeben werden.
ESS Kernmodule
| Politik                                |
| Immigration                            |
| Religion                               |
| Mediennutzung                          |
| Vertrauen in Institutionen             |
| Gesundheit                             |
| Persönliches und soziales Wohlbefinden |
| Angst vor Verbrechen                   |
| Individuelle Wertorientierungen        |
| Demographie                            |

ESS Wechselmodule
| Modul                                                                                               | Welle         |
| --------------------------------------------------------------------------------------------------- | ------------- |
| Immigration, Citizenship und Demokratie                                                             | ESS 1 (2002)  |
| Wirtschaftsmoral, Arbeit, Familie und Wohlbefinden, Gesundheit und Pflege                           | ESS 2 (2004)  |
| Lebensplanung, persönliches und soziales Wohlbefinden                                               | ESS 3 (2006)  |
| Altersdiskriminierung und Einstellungen zum Wohlfahrtsstaat                                         | ESS 4 (2008)  |
| Vertrauen in Strafjustiz und Polizei, Arbeit und Familie                                            | ESS 5 (2010)  |
| Verständnis und Bewertungen der Demokratie, persönliches und soziales Wohlbefinden                  | ESS 6 (2012)  |
| Einstellungen zu Immigration, gesundheitliche Ungleichheiten                                        | ESS 7 (2014)  |
| Einstellungen zum Wohlfahrtsstaat, Klimawandel und Energiesicherheit                                | ESS 8 (2016)  |
| Lebensplanung, Einstellungen zu Gerechtigkeit und Fairness                                          | ESS 9 (2018)  |
| Verständnis und Bewertungen der Demokratie, Digitale soziale Kontakte im Arbeits- und Familienleben | ESS 10 (2020) |

## Auszeichnungen
Das Projekt erhielt 2005 den Descartes-Preis, weil durch die strikte Selektion der Befragten sowie der häufigen Qualitätskontrollen mit der Langzeitstudie neue Maßstäbe für interkulturell vergleichende Studien gesetzt wurden.